# France Jet Motors

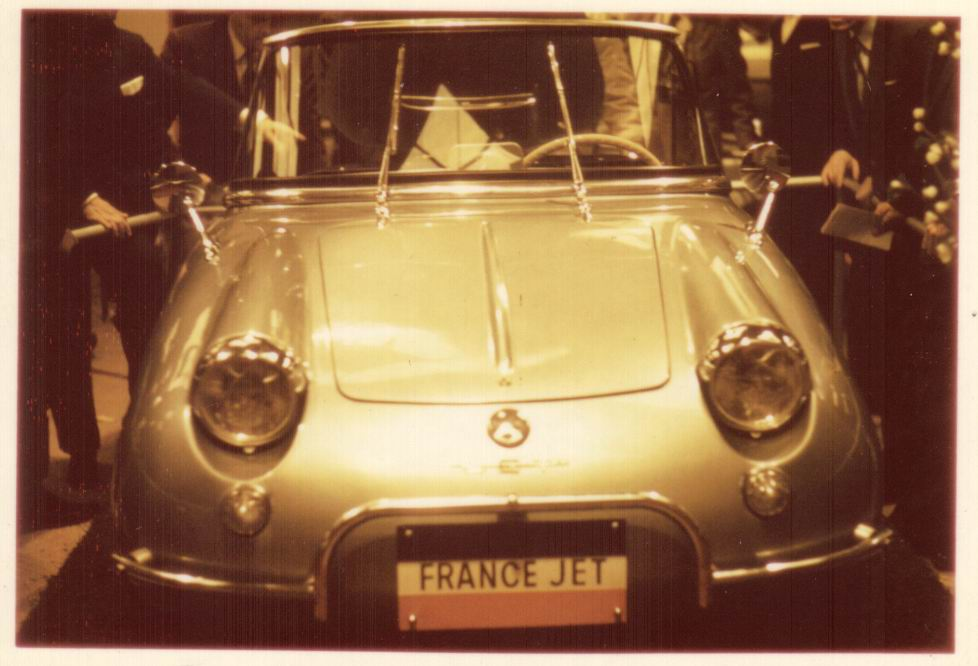
France Jet

Die France Jet Motors Ltd. war ein US-amerikanischer Automobilhersteller, der nur 1961 in New York City ansässig war.
Der France Jet war ein winziger, zweisitziger Roadster mit 1880–2082 mm Radstand und einer Gesamtlänge von 3302 mm. Die Version mit kurzem Radstand war mit einem Einzylindermotor ausgestattet, der 279 cm³ Hubraum besaß. Das Fahrzeug kostete 1595 US$.
Gegen 250 US$ Aufpreis gab es den längeren Radstand und einen Zweizylinder-Reihenmotor mit 1082 cm³ Hubraum, der es auf 40 bhp (29 kW) brachte. In dieser Ausstattung wog der kleine Wagen 353 kg.